# Condado de Hardin (Illinois)
O Condado de Hardin é um dos 102 condados do Estado americano de Illinois. A sede do condado é Elizabethtown, e sua maior cidade é Elizabethtown. O condado possui uma área de 470 km² (dos quais 8 km² estão cobertos por água), uma população de 4 800 habitantes, e uma densidade populacional de 10 hab/km² (segundo o censo nacional de 2000). O condado foi fundado em 1 de março de 1839.